# This Is How We Do

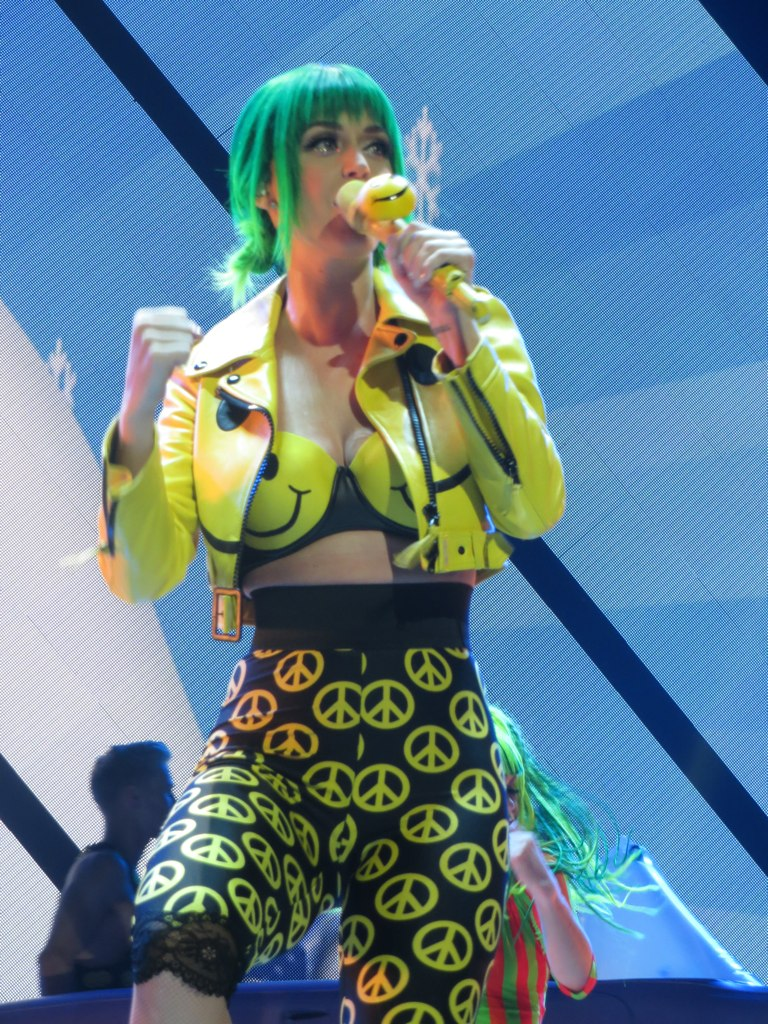
Katy Perry cântă melodia în turneul ei Prismatic World Tour.

This Is How We Do (stilizat ca #thisishowwedo) este ultimul single de pe albumul Prism al cântereței Katy Perry. Conținutul melodiei are o parte de text care nu se cântă.

## Videoclip
Videoclipul începe cu un bătrân care privește o pictură, care se dovedește a fi Perry. În acest videoclip Katy Perry schimbă mai multe ținute. Ea este însoțită de trei doamne. Katy Perry este pusă într-o cadă cu perle.

## Legături externe
- Videoclip pe YouTube